# Perdita oregonensis
Perdita oregonensis là một loài Hymenoptera trong họ Andrenidae. Loài này được Timberlake mô tả khoa học năm 1929.